# Adam Płachciak
Adam Płachciak (ur. 9 maja 1961) – polski duchowny zielonoświątkowy, teolog i politolog, pastor Kościoła Zielonoświątkowego w Jeleniej Górze, doktor habilitowany nauk społecznych, nauczyciel akademicki Uniwersytetu Ekonomicznego we Wrocławiu.

## Życiorys
W 1986 roku ukończył Chrześcijańską Akademię Teologiczną w Warszawie. W tym też roku ukończył studia podyplomowe z religioznawstwa na Uniwersytecie Warszawskim. We wrześniu 1986 roku został zatrudniony w Zespole Szkół Ogólnokształcących w Lwówku Śląskim jako nauczyciel historii. W latach 1995–2005 wykładał teologię Nowego Testamentu na WSTS w Warszawie.
16 stycznia 2003 roku obronił rozprawę doktorską „Religijność więźniów a problematyka Misji Więziennej Kościoła Zielonoświątkowego w Polsce” i otrzymał stopień doktora nauk teologicznych w zakresie teologii praktycznej. 13 maja 2016 został doktorem habilitowanym za cykl publikacji w zakresie politologicznych i aksjologicznych aspektów rozwoju zrównoważonego. Od 2005 roku pracuje w Katedrze Nauk Społecznych Wydziału Ekonomii, Zarządzania i Turystyki Uniwersytetu Ekonomicznego we Wrocławiu w Jeleniej Górze.
Zajmuje się etyką środowiskową, historią filozofii, logiką, jest specjalistą od myśli politycznej.
Jest pastorem Kościoła Zielonoświątkowego w Jeleniej Górze.

## Poglądy
Nieuzasadnionym jest utożsamianie socjalizmu wyłącznie z niewydolną gospodarką i nieskutecznym systemem zarządzania. Przykładem jest model brytyjskiego socjalizmu, którego nieodłączną cechą było mocne przywiązanie do wartości. Bycie socjalistą oznaczało podejmowanie decyzji w odniesieniu do już istniejących norm oraz zasad moralnych, a nie dążenie do zmian rewolucyjnych. Brytyjski socjalizm etyczny dysponował odpowiednio dobraną do niej teorią przemian społecznych. Przykładem tego była koncepcja Tony’ego Blaira i jego Nowej Partii Pracy, którego zdaniem polityka to sprawa wartości, takich jak sprawiedliwość społeczna, solidarność międzynarodowa, demokracja i wolność. Celem projektu Blaira, zwanego też „trzecią drogą”, było przeprowadzenie gruntownej modernizacji państwa i dopasowanie go do zmieniających się warunków zewnętrznego świata.
W społeczeństwie postindustrialnym obok istniejących od zawsze: niepewności, wypadków i sytuacji zagrożenia, pojawiły się nowe formy niepokojącego ryzyka, nie związane z aktywnością sił przyrody. Im bardziej człowiek pragnął dominować nad przyrodą, tym bardziej wymykała się spod jego kontroli i uruchamiała destruktywny potencjał (wybuch reaktora jądrowego w Czarnobylu, wyciek substancji toksycznych z fabryki w Bhopalu, pojawienie się epidemii AIDS, efekt cieplarniany i zmiany klimatyczne, krach na giełdach papierów wartościowych).

## Publikacje
- 2004 Świat Berkeleya jako epifania Boga. „Przegląd Religioznawczy”. Nr 2, s. 37-42, 2004. ISSN 1230-4379.
- 2007 Zrównoważony rozwój na tle wybranych dylematów moralnych współczesnych społeczeństw zachodnich. „Gospodarka a Środowisko”. Nr 7, s. 87-98, 2007.
- 2007 A. Płachciak: Maksa Webera koncepcja etyki protestanckiej jako źródła kapitalizmu. W: Wpływ społecznej odpowiedzialności biznesu i etyki biznesu na zarządzanie przedsiębiorstwami. pod red. Przemysława Kulawczuka i Andrzeja Poszewieckiego. Warszawa: 2007, s. 191-200. ISBN 978-83-927151-0-8.
- 2011 Utopistyczny wymiar rozwoju zrównoważonego. „Annales. Etyka w życiu gospodarczym”. 14 (1), s. 89–98. Łódź: Wydawnictwo Uniwersytetu Łódzkiego.
- 2013 A. Płachciak, T. Borys: Kultura jako problem filozofii: księga jubileuszowa dedykowana profesorowi Janowi Kurowickiemu. ISBN 978-83-7695-393-9. Brak numerów stron w książce
- 2014 Lebensqualität im Grenzraum: Stärkung grenzüberschreitender Verflechtungen für eine nachhaltige Regionalentwicklung und -planung. Tadeusz Borys i Robert Knippschild (redaktorzy). AD REM, 2014. ISBN 978-83-64313-40-0. Brak numerów stron w książce
- 2015 A. Płachciak: Rozwój zrównoważony w polityce brytyjskiej Nowej Partii Pracy. Monografie i Opracowania nr 254. Wrocław: Wydawnictwo Uniwersytetu Ekonomicznego, 2015. ISBN 978-83-7695-443-1. Brak numerów stron w książce
- 2018 Rogala Piotr: A. Płachciak: Od statystyki do jakości życia. Księga jubileuszowa dedykowana profesorowi Tadeuszowi Borysowi. Wrocław: 2018. Brak numerów stron w książce[8].